# 許昊
許 昊（ホ・ホ、Huh Ho、1954年4月6日 - ）は日本近代文学研究者。翻訳家。大学教授。ソウル生まれ。
父・善秆は行政高等試験に首席で合格、文教部の普通教育局長を歴任、妻・点紛との間に5人の子を儲ける。許昊は末っ子で、兄2人、姉2人がいる。

## 経歴
- 1972年 - 恵花国民学校、京東中学校、京東高等学校を経て、韓国外国語大学校(韓国外大)日本語科入学。
- 1974年 - 6月陸軍に志願入隊。春川所在の第二軍団司令部のタイピストとして勤務。
- 1977年 - 2月除隊。復学。
- 1979年 - 韓国外大を卒業し、1年間セハン自動車に勤務。
- 1980年 - 退社後、韓国外大に新設された通訳大学院に進学、日本語・英語同時通訳専攻。在学中に三鷹市所在の国際基督教大学(ICU)に2年間派遣留学。
- 1984年 - 韓国外大一般大学院日本語科に入って日本近代文学を勉強。修士論文は三島由紀夫の『仮面の告白』。
- 1987年 - 筑波大学博士課程に進学、指導教官は平岡敏夫。
- 1994年 - 水原大学校日本語学科(現在の日本語日本文学科)専任講師。

以後、『螢川』『人間失格』『金閣寺』『俘虜記』『福翁自伝』『ノルウェイの森』『三四郎』『ピンチランナー調書』『枯木灘』などを韓国語に翻訳。
- 2003年 - 3月梅光学院大学で文学博士号取得。指導教官は詩人として有名な北川透。当時の学長森田謙吉から学位授与の際、論文を激賞される。
- 2007年 - 韓国日本近代文学会会長に就任。
- 2013年 - 現在 水原大学校日本語日本文学科敎授

三島由紀夫、太宰治、谷崎潤一郎、堀辰雄、村上春樹、柳美里などに関する著書や論文が多数ある。